# Emmanuel Abbo
Emmanuel Abbo (ur. 17 lipca 1969 w Mbe) – kameruński duchowny katolicki, biskup Ngaoundéré od 2016.

## Życiorys

### Prezbiterat
Święcenia kapłańskie otrzymał 14 czerwca 2000 i został inkardynowany do diecezji Ngaoundéré. Pracował głównie jako duszpasterz parafialny, jednocześnie pełniąc funkcje m.in. ekonoma diecezjalnego, dyrektora diecezjalnych oddziałów Papieskich Dzieł Misyjnych i Caritasu oraz wikariusza biskupiego. W 2015 został tymczasowym administratorem diecezji.

### Episkopat
15 marca 2016 został mianowany biskupem ordynariuszem diecezji Ngaoundéré. Sakry biskupiej udzielił mu 30 kwietnia 2016 nuncjusz apostolski w Kamerunie – arcybiskup Piero Pioppo.